# Croisades de secours
Batailles
- Arsouf
- Mélitène
- Croisades de secours
- Ramla (1er)
- Ramla (2e)
- Tripoli
- Harran
- Artah
- Ramla (3e)
- Croisade norvégienne
- Sidon
- Champ du Sang
- Hab
- Azâz
- Ba'rin
- Shaizar
- Édesse

Les croisades de secours sont trois opérations militaires successives organisées en 1100 et 1101 à la demande du pape Pascal II destinées à conforter la première croisade. Ces épisodes sont qualifiés d'« après-croisades » par l'historien Jean Richard.

## Première croisade de secours
La première croisade de secours emprunte la vallée du Danube, puis traverse la Bulgarie et la Thrace et arrive à Constantinople en mars 1101. Elle est composée essentiellement de Lombards et conduite par l'archevêque de Milan Anselme de Bovisio (en). Le basileus Alexis confie cette armée, renforcée d'un corps turcopole, à Raymond de Saint-Gilles. À Nicomédie, l'armée reçoit des renforts et quelques barons francs rejoignent cette armée : Étienne II de Blois, Eudes Ier de Bourgogne, Étienne Ier de Bourgogne et Conrad, connétable de l'empire. Au lieu de se diriger vers Jérusalem par la Syrie, les chefs lombards décident de porter secours à Bohémond de Tarente qui a été fait prisonnier par les Turcs et s'enfoncent en Anatolie. Ils atteignent et prennent Ankara le 23 juin, mais l'armée est massacrée le 31 juillet à Mersivan. Les chroniques estiment entre 50 000 et 160 000 le nombre de morts. Raymond et quelques rescapés peuvent atteindre la mer Noire et rejoindre Constantinople.

## Deuxième croisade de secours
La deuxième croisade de secours, partie de Bari, traverse la mer Adriatique et arrive sans incident à Constantinople peu après la précédente armée. Elle est composée de chevaliers nivernais commandés par le comte de Nevers Guillaume II, et le vicomte de Bourges Eudes Arpin (Herpin) de Dun. Cherchant à rejoindre Raymond de Toulouse, elle passe par Ankara, puis évite Konya solidement défendu. Elle est réputée avoir été décimée à son tour par les Turcs dans les passes des monts Taurus à Ereğli, mais les écrits montrent que bon nombre de chevaliers et de nobles se retrouvent dans les écrits après cet évènement, ce qui contredit en partie ce fait (Quelques chevaliers iront à Antioche, d'autres à Jérusalem), un bon nombre d'entre-eux périront néanmoins à la seconde bataille de Ramla.

## Troisième croisade de secours
La troisième croisade de secours arrive au mois d'août. Elle est conduite par le duc de Bavière, Welf IV, le duc d'Aquitaine Guillaume IX, Ida, margravine d'Autriche, et Hugues de Vermandois, propre frère du roi de France. Hugues avait abandonné la première croisade avant qu'elle n'atteigne son but. Honteux et surtout excommunié par le pape il a décidé de rejoindre cette deuxième vague pour réparer sa défaillance. Harcelée par les Turcs de Kılıç Arslan Ier et de Danichmend, démoralisée, l'armée renonce à ses buts et se fait écraser près d'Heraclea Cybistra. Ses principaux chefs, et notamment Guillaume et Welf, parviennent à se réfugier à Antioche.

## Bilan
Ces trois croisades de secours ont donc échoué, remontant le moral des Seldjoukides après la perte subie par ces derniers lors des combats d'Antioche et des Lieux saints.